# 邁傑巴爾
35°57′02″N 2°49′22″E / 35.95056°N 2.82278°E

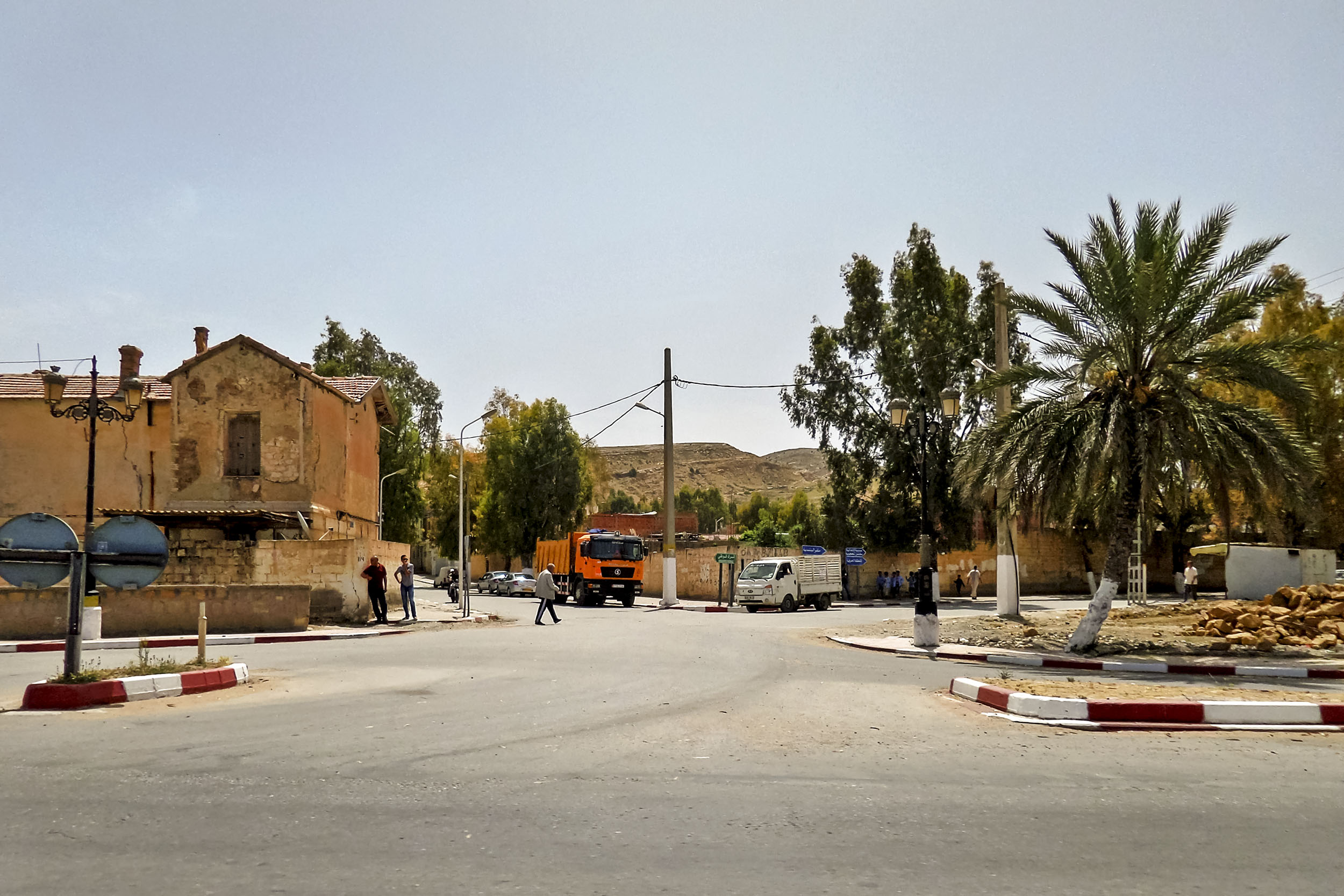
邁傑巴爾

邁傑巴爾（阿拉伯语：‎），是阿爾及利亞的城鎮，位於該國北部麥迪亞省，由塞格萬區負責管轄，面積84平方公里，海拔高度581米，2008年人口5,428，人口密度每平方公里65人。